# Верхня Будаківка
Ве́рхня Будаківка —  село в Україні, у Комишнянській селищній громаді Миргородського району Полтавської області. На 01.01.2012  тут проживало лише 96 осіб. До 2020 року орган місцевого самоврядування — Остапівська сільська рада, якій були підпорядковані також села: Онацьке, Панченки, Синьощоки.

## Географії
Село Верхня Будаківка знаходиться на відстані 0,5 км від села Онацьке, за 1 км - село Панченки, за 53 км від Миргорода. 
Географічні координати села: 50°16'00 північної широти та 33°37'00' східної довготи. Висота поселення над рівнем моря: 161 метр.

## Історія виникнення
Час і обставини заснування поселення залишаються невідомими. Місцеві мешканці свідчать, що Будаківка виникла ще до реформи 1861 року, - у ній жили поміщицькі кріпаки, а у сусідніх хуторах (Онацький, і.т.д.) – козаки.  
За даними місцевих жителів, первісна назва села – Чарнишівка. Очевидно, засновниками хутора був котрийсь із місцевих дідичів Чарнишів, які вели свій рід від козацької старшини. Підтвердженням цієї народної версії є зображення герба на стіні старого поміщицького дому в Будаківці. Можливо, це видозмінений герб Чарнишів. За народним поголосом, поміщик П. О. Малинка «купив у когось цей дім».
Отже, назва «Чарнишівка» сама по собі може вказувати на порівняно давнє, можливо ще козацьке походження населеного пункту. Але перша згадка про нього (під назвою Бодаківка) стосується 2-ї половини XIX ст. (1883р), коли там уже існував маєток поміщика Петра Олексійовича Малинки.

## Походження назви
Назву села Бодаківка місцеві мешканці пов'язують із назвою маленької річечки Боди, яка колись протікала в низині, що на північний схід від села. Сьогодні Боди вже немає: у 80-х роках ХХ ст. тут проводили  осушення лук і по її річищу було прокладено канал. 
Проте більш імовірно, що цю назву варто пов'язувати з будами - поташними та селітряними заводами. (Цей промисел міг існувати в околиці поселення з огляду на велику кількість курганів). Саме вони могли дати ім'я спершу поселенню, а потім і річці, яка тут протікала.

## Історія села

### Початок
Верхня Будаківка бере свій початок з XIX ст., коли там було засновано маєток поміщика Петра Олексійовича Малинки з економією. Це було досить значне за обсягом виробництва сільське господарство. Там працював (принаймні з 1915 року) цегельний завод, у якому цеглу, за свідченням старожилів, випалювали соломою (можна лише здогадуватися про масштаби сільськогосподарського виробництва, якщо соломи вистачало на потреби цегельні). Зразки місцевої продукції - цеглини з клеймом «М» (Малинка) - ще й досі збереглися в селі.
Був в економії й спиртовий завод, оснащений новітнім на той час технологічним обладнанням. Завод виробляв спирт - сирець.  Після революції його розібрали і перевезли у Заводське, і там він прославився на весь Радянський союз під назвою «Сталінський спиртзавод». (Місто засноване в 1928 році у зв'язку з будівництвом цукрового заводу, як селище Сталінка. 7 листопада 1928 року відбулася урочиста закладка заводу, а вже 3 жовтня 1929 року розпочався перший виробничий сезон.)
В економії Малинки стояли конюшні, воловні, комори, склади, льохи, льодовні, будинки для найманих і сезонних робітників, невеликий корівник на 7 - 8 корів. Всі господарчі споруди покриті червоною черепицею. Панський будинок і економія на початку XX століття були телефонізовані.
На літній сезон Малинки наймали робітників, а по осені з ними розраховувалися. Тричі на день людей годували. Розумний господар, Малинка так повів справи, що господарство процвітало. Управителем в економії був Козиненко.
Люди й сьогодні згадують, що поміж селян і робітників про Малинок ішла добра слава: «Були не вредні». Лібералами вважали їх і сусіди-поміщики. Малинки допомагали селянам коштами, підтримували їх у скруті. Петро Олексійович обов'язково давав усім гроші на хрестини.
Цегляний, міцної кладки будинок, у якому жила родина Петра Малинки, (а він зберігся й до сьогодні) мав дванадцять кімнат - вісім на першому поверсі й чотири - на другому. В будинку були парадний, господарчий і чорний входи. У горішніх чотирьох кімнатах розміщалися спальні - господаря, його дружини, дитяча й кімната няньки. Всі інші кімнати - вітальня, дві їдальні, кімнати для гостей, кухні, інші господарчі приміщення були на першому поверсі.
Хутір Будаківка (Бодаківка) входив до складу Березоволуцької волості Миргородського повіту. 1883 р. в ньому було 27 селянських господарств, 33 хати, 90 чоловіків, 95 жінок. 1898 р. засновано початкове народне училище. Своєї церкви Будаківка не мала, - вірні відвідували Остапівський Успінський храм (дерев'яний, 1874 року будови), до приходу якої відносилось ще три хутори і 4497 чол.
Метрів за двісті від панського будинку, у напрямку до Остапівки,  праворуч від центральної вулиці села, у густих заростях бузини і груш-дичок, стоїть старий напівзруйнований цегляний чотирикімнатний будинок під червоною черепицею, із криницею у дворі. Селяни навівають цей будинок «червоною школою» - за кольором покрівлі.
У 1898 році Петро Малинка подарував цей будинок із садибою Миргородському земству для Бодаківського сільського початкового народного училища і взяв на себе його утримання. Школа була там аж до 1962 року, Петро Малинка опікувався також роботою сусіднього Остапівського народного училища, проклав у Остапівці дорогу-кам'янку.
Ще до сьогодні зберігся ставок, який називають панським, ще родять старі малинчині яблуні й груші. Зберігся і старий, щоправда, тепер уже зарослий парк, у якому вже порушене планування давніх алей, утрачена його колишня краса. Ще є на території садиби насипаний у давні часи пагорб, «могила», як кажуть жителі села. На ньому колись стояла альтанка, де Петро Олексійович любив чаювати. На території школи, обступивши будинок, шумлять верховіттям столітні дуби й старезні липи. З 1900 по 1904 роки сюди часто приїздив видатний історик, археолог і фольклорист Д. І. Яворницький. Перебуваючи тут, він проводив багато археологічних досліджень: розкопував місцеві кургани, що дозволило йому заробити грошей на видання першого фундаментального двохтомного збірника документів «Источники для истории запорожских козаков».
Перебування Д. І. Яворницького у Будаківці було дуже сприятливим  для фольклористичної та літературної творчості.
Після подій 1917 року деморалізоване селянство розпочало грабувати дворянські маєтки. Малинки теж не уникнули загальної долі - незважаючи на ліберальні погляди Петра Олексійовича, хтось із невдоволених зробив спробу замаху на будаківського дідича: у вікно його будинку кинули бомбу, проте ніхто тоді не постраждав.
Коли злюмпенізована маса почала розбирати панське майно, Малинка, кажуть, стояв на балконі свого будинку, скрушно мовчав. Людям запам'яталися його тихі слова: «Забирайте все, а розуму не візьмете». Стверджують іще, нібито він звернувся до нової влади з проханням залишити йому частину поля, пару коней, пару волів, корову аби він міг господарювати на землі, як і інші селяни. Ревком відмовив йому.
Подальша доля Петра Малинки невідома. Його син Павло служив у Червоній армії, дослужився до звання полковника. Уже по Другій світовій війні він приїздив до рідної Будаківки.
1926 р. село належало до Комишанського району, було центром сільської ради, мало 90 господарств, 512 жителів. Перший колгосп у селі створено 1928 р., в 1932 комуністи організували голодомор.
У роки війни загинуло 130 мешканців Верхньої Будаківки. З них померло від ран – 3, помер у полоні – 1. Втрати по роках виглядають так: 1941р. загинуло 11 мешканців села, 1942 – 7, 1943 – 67, 1944 – 38, 1945 – 7.
14 жовтня 1943 року німці завдали з району Верхньої Будаківки контрудар по стику 40-ї та 47-ї сталінських армій. З 12 до 14 години було здійснено 4 контратаки, які не мали успіху. За визволення села 15.10.1943 р. були бої з німцями. Три рази атакували червоні підрозділи пагорбок на північ від села (висота 155.2). Поле перед пагорбом було устелено «сплошно трупами», їх люди пороздягали, а гітлерівські солдати повкидали у колодязі.
Червоні відправили танки в обхід х. Онацького - у розвідку на Сенчу, але німці підбили два танки і захопили двох танкістів – побитих, обгорілих. Їх потім допитували у штабі. Ворожий штаб  знаходився у дворі В.О. Василька, це якраз у центрі хутора Онацького.
Відступили німці таємно – вночі. На ранок була велика радість: люди цілувались, давали молоко солдатам, а ті  натомість ділилися консервами. Відразу було скликано мітинг, на якому обрали головою колгоспу Макуху Андрія Тимофійовича.
З 1945 по 1962 рік у домі Малинок діяв дитячий будинок, а потім туди перевели школу.
Верхньобудаківська основна школа на 2002 рік мала 9 класів, у яких навчалося 30 учнів; тут же був і дитячий садок з кількома дошкільнятами.

## Сучасний стан
На виборах народних депутатів України 30 вересня 2007 року, виборчу дільницю (ВД № 74) було розміщено саме в приміщенні Верхньобудаківської ЗОШ. До її складу входили с. Верхня Будаківка, с. Онацьке, с. Панченки, с. Синьощоки.
Населення села стрімко скорочується: на 1993 р в селі налічувалося 66 дворів і 141 житель ; 2006 р. - 51 двір і 118 мешканців. На 1 січня 2012 року у Верхній Будаківці проживало 96 чол.
Місцеву школу (колишній будинок П. О. Малинки) тут було закрито у 2006 році, а у 2008 її приміщення було продано приватній особі. На жаль, це стало причиною місцевого скандалу і навіть певного політичного протистояння.
Дітей з Будаківки возять за 6 кілометрів у остапівську школу за програмою «Шкільний автобус».
У селі є 2 ставки, 2 яблуневих сади, лісок, липова лісосмуга та березовий гай. Найкращий медозбір у районі. Село переважно асфальтоване, газифіковане. Є магазин і медпункт. Люди привітні і доброзичливі. Повітря дуже чисте. Поряд - в Остапівці, є великий зариблений ставок.

## Особистості
В селі народилися Малинка Петро Олексійович та Москаленко Петро Миколайович.
У селі працював Яворницький Дмитро Іванович.